# Machaerota
Machaerota is een geslacht van halfvleugeligen uit de familie Machaerotidae. De wetenschappelijke naam van dit geslacht is voor het eerst geldig gepubliceerd in 1835 door Burmeister.

## Soorten
Het geslacht Machaerota omvat de volgende soorten:
- Machaerota ampliata Maa, 1963
- Machaerota andamanensis Distant, 1908
- Machaerota assamensis Distant, 1916
- Machaerota attenuata (Baker, 1927)
- Machaerota brunnipes (Schmidt, 1918)
- Machaerota choui Lu, 1982
- Machaerota confusa Maa, 1963
- Machaerota conicapita Nie & Liang, 2008
- Machaerota convexa Maa, 1963
- Machaerota coomani Lallemand, 1942
- Machaerota coronata (Maa, 1947)
- Machaerota discreta (Schmidt, 1918)
- Machaerota elegans Maa, 1963
- Machaerota ensifera Burmeister, 1835
- Machaerota esakii Kato, 1939
- Machaerota exaggerata Maa, 1949
- Machaerota finitima Jacobi, 1928
- Machaerota flavolineata Distant, 1908
- Machaerota formosana Kato, 1928
- Machaerota foveata (Maa, 1949)
- Machaerota fukienicola Maa, 1947
- Machaerota fusca Baker, 1919
- Machaerota humboldti (Lallemand, 1927)
- Machaerota jiangxiensis Lu, 1982
- Machaerota latior Maa, 1963
- Machaerota longiscutata Maa, 1963
- Machaerota luzonensis Schmidt, 1907
- Machaerota mindanaensis (Baker, 1927)
- Machaerota moluccana Kirkaldy, 1913
- Machaerota nigrifrons (Schmidt, 1907)
- Machaerota notoceras Schmidt, 1918
- Machaerota palawana Maa, 1963
- Machaerota pandata Distant, 1916
- Machaerota philippinensis Baker, 1919
- Machaerota propria Hayashi, 1985
- Machaerota pugionata Stål, 1865
- Machaerota punctatonervosa Signoret, 1879
- Machaerota rastrata (Walker, 1870)
- Machaerota shaanxiensis Lu, 1982
- Machaerota siebersi (Schmidt, 1928)
- Machaerota signatipennis Maa, 1963
- Machaerota spangbergii Signoret, 1879
- Machaerota subnasuta Maa, 1949
- Machaerota taiheisana (Matsumura, 1940)
- Machaerota takeuchii Kato, 1931
- Machaerota virescens Maa, 1956
- Machaerota woodlarki Maa, 1963
- Machaerota yunnanensis Lu, 1982